# Samuel Marful-Sau
Samuel Kofi Marful-Sau, né à Assin Adubiase le 3 février 1957 et mort le 10 août 2021, était un juge ghanéen actif de la Cour suprême du Ghana.

## Biographie
Marful-Sau est né à Assin Adubiase dans la région centrale. Après avoir obtenu le statut d'avocat en 1984, il a travaillé au bureau du Conseil provisoire de défense nationale (en) et est entré dans la pratique juridique privée avant d'être appelé au bureau de la Haute Cour en juin 2002. Il est ensuite devenu juge de la Cour d'appel en 2006 et en 2018 il a été nommé juge de la Cour suprême du Ghana.
Il a été nommé en 2018 par le président Nana Akufo-Addo en consultation avec le Conseil d'État et le conseil du Conseil judiciaire.

## La vie précoce et l’éducation
Marful-Sau est né le 3 février 1956 à Assin Edubiase, dans le district sud d'Assin, dans la région centrale.
Il a commencé son enseignement formel à l'école primaire méthodiste à Assin Edubiase de 1963 à 1965. Il a poursuivi son enseignement primaire à l'école primaire et secondaire de Sempe '1' à Accra de 1965 à 1969, puis s'est inscrit à l'école secondaire 'A' du Conseil urbain à Mankessim, où il a étudié de 1969 à 1972. Son enseignement secondaire a commencé à l'école secondaire Assin Manso, Assin Manso (en), puis il a déménagé à l'école secondaire Feden, où il a étudié de septembre 1973 à juin 1974. Il s'est ensuite inscrit à l'école secondaire Breman Asikuma en septembre 1974. Il y a reçu son certificat de niveau ordinaire ('O'-Level) en juin 1977. Il a déménagé à l'école secondaire Navrongo en septembre 1977 et a obtenu son certificat de niveau avancé ("A"-Level) en juin 1979. Il est entré à l'Université du Ghana en août 1979et a obtenu son diplôme en droit en juillet 1982. Il a continué à l'École de droit du Ghana, où il a reçu son Barrister-at-Law en 1984. En septembre 2008, il est entré à l'Université de Dundee, Dundee, en Lycée Breman Asikuma pour suivre un master (LL.M.) du droit et de la politique pétrolière. Il a obtenu son diplôme en octobre 2009,,,.

## Carrière
Marful-Sau a été admise à la pratique au Ghana en tant qu'avocat et avocat en 1984.
Il a commencé sa carrière en tant qu'assistant juridique au Bureau d'information du château du Conseil provisoire de défense nationale (en) (PNDC) et brièvement en tant que procureur au bureau du Procureur spécial d'août 1984 à juillet 1986. Pendant la période de son service national, il a été sélectionné pour étudier un cours de six mois en études de renseignement à l'Académie de sécurité et de renseignement de Moscou, en Russie. En juillet 1986, il a été rattaché au bureau du PNDC et y est resté jusqu'en septembre 1987. Un mois plus tard, Marful-Sau rejoint Vidal. L. Boucle et société en tant que professionnel juridique privé. Dans la pratique privée, ses domaines de spécialisation comprenaient: la nationalité, l'immigration, le droit d'entreprise, le droit commercial et d'assurance. Il est resté dans la pratique juridique privée jusqu'en juin 2002 lorsqu'il a été appelé au tribunal en tant que juge de la Haute Cour. Dans la pratique juridique privée, Marful-Sau a été membre de la Commission de réforme législative d'août 1998 à octobre 2005 et membre du Conseil ghanéen de contrôle de la réglementation des fréquences de 1993 à 1998. Il s'est élevé dans les rangs en tant que juge de la cour supérieure à un juge de la cour d'appel, qui a agi en cette qualité de novembre 2006 à 2018 quand il a été nommé juge de la Cour suprême du Ghana ,,,,,.

## Nomination
Marful-Sau a été nommée avec trois autres juges (juge Agnes Dordzie, professeur de justice Nii Ashie Kotey et juge Nene Amegatcher) par le président ghanéen Nana Akufo-Addo en 2018. Après l'envoi des noms des juges nommés au Parlement, il a été allégué que leur nomination et la nomination du juge Agnes Dordzie étaient des récompenses et n'étaient pas justifiées parce que leurs promotions avaient eu lieu après que (juge Samuel Marful-Sau et juge Agnes Dordzie) aient recommandé à la Présidente de la Commission électorale, Mme. Charlotte Osei, a été destituée. Toutefois, le Gouvernement a rejeté ces demandes au motif que les candidatures étaient en consultation avec le Conseil d'État et sur la base de l'avis du Conseil judiciaire .
Il a fait partie d'un groupe de sept membres qui écoutera la demande électorale de John Mahama contre la Commission électorale ghanéenne et Nana Akufo-Addo d'ici 2020 .

## Publication
- Guide pratique de la procédure civile au Ghana (2017)[10].

## Décès
Samuel Marful-Sau est mort le 10 août 2021 à l'hôpital Ga East après une brève maladie. Il avait 64 ans ,,.